# Татусеві доньки. Нові
Татусеві доньки. Нові (рос. Папины дочки. Новые) — російський комедійний телесеріал, який є продовженням телесеріалу Татусеві доньки. Виробництвом проекту яких займаються СТС і START. Прем'єра відбулася 18 вересня 2023 року.
29 грудня 2023 року по мотивам серіалу вийшов фільм - "Татусеві доньки. Новорічні"
Дата виходу сезонів\фільмів:
1 - з 18 вересня по 5 жовтня 2023 року ( 20 серій );
Фільм - 29 грудня 2023 року;
2 - з 15 по 26 квітня 2024 року ( 20 серій);
3 - з 2 по 8 січня 2025 року ( 20 серій );
4 - з 18 по 29 серпня 2025 року ( 20 серій ).

## Сюжет
Веніамін Васильєв  — головний герой, учений-фізик, який захоплений науковими дослідженнями, тому мало часу приділяє сім'ї. Але згодом він опиняється в тій же ситуації, що його тесть: Сергій Васнєцов багато років тому. Його дружина Даша втомившись від домашніх турбот, вона тікає від Віника залишивши йому прощальний лист та обручку в чергову річницю весілля і тепер він повинен дбати про чотирьох доньок самий:
- Соня (Софія)  — найстарша донька у сім'ї, якій 14 років. Вона зухвала, незалежна, але водночас відповідальна. Після відходу мами багато обов'язків лягли на її плечі.
- Ліза — друга за старшинством якій 11 років, сестра-двійня Діани. Веганка. Акцентує увагу на необхідності охорони навколишнього середовища. Дуже але навіть надто чесна.
- Діана  — третя за старшинством якій теж 11 років, сестра-двійня Лізи. Заповзятлива, дотепна та постійно шукає різні способи у заробітку грошей.
- Аріна  — четверта і наймолодша донька якій 7 років. Вона дуже добра, люба та дуже любить грати.

Допомагатимуть Вінику у вихованні доньок будуть його родичі та старі друзі родини.

## Історія створення
- 8 грудня 2022 року прес-служба телеканалу СТС оголосила, що у найближчий час розпочинає зйомки Татусеві доньки. Нові.
- 1 січня 2023 року вийшов тизер продовження серіалу Татусеві доньки. Нові[2].
- 25 січня 2023 року розпочалися перші зйомки продовження під назвою Татусеві доньки. Нові[3].
- У серпні 2023 року серіал був продовжений на другий сезон[4], про початок зйомок якого було оголошено у вересні 2023 року[5].
- 18 вересня 2023 року Відбулася прем'єра першого сезону відбулася на телеканалі СТС та START.

## У ролях
| №  | Справжнє ім'я        | Ім'я в серіалі                          | Роль |
| -- | -------------------- | --------------------------------------- | --- |
| 1  | Філіпп Блєдний       | (Віник) Вікторович Васильєв             | батько чотирьох доньків, кандидат фізико-математичних наук                                                                   |
| 2  | Поліна Денисова      | Софія (Соня) Веніамінівна Васильєва     | Найстарша донька Віника |
| 3  | Віталія Корнієнка    | Єлизавета (Ліза) Веніамінівна Васильєва | Друга донька Віника, сестра-двійня Діани та її однокласниця                                                                  |
| 4  | Єва Смирнова         | Діана Веніамінівна Васильєва            | Третя донька Віника, сестра-двійня Лізи та її однокласниця                                                                   |
| 5  | Поліна Айнутдінова   | Аріна Веніамінівна Васильєва            | Четверта донька Вініка |
| 6  | Андрій Леонов        | Сергій Олексійович Васнєцов             | Тесть Віника, дідусь Соні, Лізи, Діани та Аріни; сімейний психотерапевт                                                      |
| 7  | Нонна Гришаєва       | Людмила Сергіївна Васнєцова             | Теща Віника, бабуся Соні, Лізи, Діани та Аріни                                                                               |
| 8  | Мирослава Карпович   | Марія Сергіївна Васнєцова               | Донька Сергія та Людмили, тітка Соні, Лізи, Діани та Аріни; власниця салону краси                                            |
| 9  | Дарія Мельникова     | Євгенія Сергіївна Васнєцова             | Донька Сергія та Людмили, тітка Соні, Лізи, Діани та Аріни                                                                   |
| 10 | Єлизавета Арзамасова | Галина Сергіївна Васнєцова              | Донька Сергія та Людмили, тітка Соні, Лізи, Діани та Аріни; адвокат                                                          |
| 11 | Катерина Старшова    | Поліна Сергіївна Васнєцова              | Донька Сергія та Людмили, тітка Соні, Лізи, Діани та Аріни                                                                   |
| 12 | Ольга Волкова        | Антоніна Семенівна Гордієнко            | Мати Людмили, теща Сергія, бабуся Марії, Євгенії, Галини Сергіївни, Поліни, Олександра; прабабуся Соні, Лізи, Діани та Аріни |
| 13 | Влад Фельдман        | Олександр (Саша) Сергійович Васнєцов    | Син Людмили та Сергія, дядько Соні, Лізи, Діани та Аріни; однокласник Соні та Ігоря                                          |
| 14 | Тетяна Орлова        | Тамара Львівна Кожем'ятко               | Секретарка Сергія Олексійовича                                                                                               |